# John van Lottum
John van Lottum (* 10. April 1976 in Antananarivo, Madagaskar) ist ein ehemaliger niederländischer Tennisspieler.

## Leben
Van Lottum, dessen ältere Schwester Noëlle zwischen 1987 und 1999 auf der WTA Tour spielte, wurde 1994 Tennisprofi. In den ersten beiden Profijahren war er auf der unterklassigen Satellite-Tour nur mäßig erfolgreich. 1996 erreichte er erstmals ein Viertelfinale auf der ATP Challenger Tour. Im Jahr darauf stand er in Amsterdam erstmals im Viertelfinale eines Turniers der ATP World Tour. 1998 kam er als Qualifikant ins Hauptfeld von San José, wo er auf dem Weg ins Halbfinale überraschend Todd Martin bezwang, ehe er in drei Sätzen gegen Pete Sampras verlor. 1999 war das beste Jahr seiner Karriere: er stand in Madras und beim ATP International Series Gold-Turnier von Memphis jeweils im Halbfinale und konnte zudem in Ho-Chi-Minh-Stadt seinen ersten Einzeltitel auf der ATP Challenger Tour feiern. Im November musste er sich dann einer Knieoperation unterziehen; schon im Januar 2000 konnte er allerdings seine Karriere wieder aufnehmen und mit Jan Siemerink beim Challenger-Turnier von Heilbronn seinen einzigen Doppeltitel gewinnen. Bis 2002 gewann er insgesamt fünf Einzeltitel auf der Challenger Tour, ein Titelgewinn auf der World Tour gelang ihm jedoch nicht. Die besten Notierungen in der Weltrangliste erreichte er 1999 mit Position 62 im Einzel sowie 2003 mit Position 232 im Doppel.
Sein bestes Einzelergebnis bei einem Grand-Slam-Turnier war das Erreichen des Achtelfinales von Wimbledon 1998. Er bezwang dabei Guillaume Raoux, Sébastien Lareau und Tommy Haas, bevor er sich Petr Korda in drei Sätzen geschlagen geben musste. In der Doppelkonkurrenz erreichte er jeweils einmal die zweite Runde der Australian Open und der French Open.
Van Lottum spielte zwischen 1988 und 2006 drei Einzel- sowie drei Doppelpartien für die niederländische Davis-Cup-Mannschaft. Während er zwei der drei Doppelpartien gewinnen konnte, verlor er alle Einzel; darunter auch eine Partie gegen Deutschland in der ersten Runde der Weltgruppe 2000, als er gegen Tommy Haas und David Prinosil verlor.
Nach dem Ende seiner Profikarriere wurde er Kommentator bei Eurosport.

## Turniersiege
| Legende                       |
| Grand Slam                    |
| Tennis Masters Cup            |
| ATP Masters Series            |
| ATP International Series Gold |
| ATP International Series      |
| ATP Challenger Tour (6)       |

### Einzel
| Nr. | Datum | Turnier           | Belag     | Finalgegner       | Ergebnis      |
| --- | ----- | ----------------- | --------- | ----------------- | ------------- |
| 1.  | 1999  | Ho-Chi-Minh-Stadt | Hartplatz | Markus Hipfl      | 7:6, 6:3      |
| 2.  | 2001  | Kyōto             | Teppich   | Michael Kohlmann  | 6:7, 6:4, 7:5 |
| 3.  | 2001  | Buxoaro (1)       | Hartplatz | Oleg Ogorodov     | 6:1, 6:1      |
| 4.  | 2002  | Buxoaro (2)       | Hartplatz | Vasilis Mazarakis | 7:6, 6:1      |
| 5.  | 2002  | Bangkok           | Hartplatz | Frank Moser       | 7:5, 6:4      |

### Doppel
| Nr. | Datum | Turnier   | Belag   | Partner       | Finalgegner                  | Ergebnis  |
| --- | ----- | --------- | ------- | ------------- | ---------------------------- | --------- |
| 1.  | 2000  | Heilbronn | Teppich | Jan Siemerink | Magnus Larsson Fredrik Loven | 7:5, 7:66 |